# Cyclodictyon humile
Cyclodictyon humile är en bladmossart som beskrevs av Carl Ernst Otto Kuntze 1891. Cyclodictyon humile ingår i släktet Cyclodictyon och familjen Hookeriaceae. Inga underarter finns listade i Catalogue of Life.